# Kožuchovskaja (stanice metra v Moskvě)
Kožuchovskaja (rusky Кожуховская) je stanice moskevského metra. Je zde umožněn bezplatný přestup na více než 1 km vzdálenou stanici Dubrovka na Moskevském centrálním okruhu.

## Charakter stanice
Stanice se nachází na Ljublinské lince, zhruba v její střední části (jihovýchodní část Moskvy). Je jednolodní, s jedním výstupem. Různé části stanice jsou obloženy několika druhy mramoru. Výstup vede eskalátorovým tunelem do pozemního vestibulu. Kožuchovskaja byla veřejnosti otevřena 28. prosince 1995 jako první ze stanic celé této linky.